# Zhang Hao (cantante)
Zhang Hao (章昊S, Zhāng HàoP; Nanping, 25 luglio 2000) è un cantante cinese. Dal 2023 è un membro del gruppo coreano Zerobaseone, sotto WakeOne Entertainment.

## Biografia
Zhang Hao è stato annunciato come concorrente del survival show coreano Boys Planet il 29 dicembre 2022, ed era uno degli 8 contestanti attivi sotto Yuehua Entertainment.
Il 20 aprile 2023 è stato annunciato come primo classificato nella puntata finale di Boys Planet, entrando così a far parte dei 9 futuri membri del gruppo Zerobaseone. Il gruppo ha poi debuttato il 10 luglio dello stesso anno.
Zhang Hao è inoltre in grado di suonare il violino, abilità che lo ha portato ad esibirsi con esso a programmi coreani come Knowing Bros e 2023 MAMA Awards.
Per l'album del 2023 Youth in the Shade, ha registrato il brano solista Always, che ha occupato il ventitreesimo posto sulla Circle Download Chart. Il 19 gennaio 2024 è uscito il singolo I Wanna Know per la colonna sonora del reality show Exchange 3, che ha segnato il suo primo ingresso da solista nella classifica statunitense Billboard World Digital Songs, in posizione 9.
È stato modello per alcune riviste di moda, come ad esempio Dazed Korea e Cosmopolitan Korea.

## Discografia

### Singoli
- 2023 – Always (Youth in the Shade)[8]
- 2024 – I Wanna Know (per la colonna sonora di Exchange 3)[10]

## Filmografia
- Boys Planet – programma TV (2023)[4]
- M Countdown – programma TV, una puntata (2023) – presentatore[14]
- Music Bank – programma TV, due puntate (2024) – presentatore[15][16]
- Knowing International High School – varietà (2025)[17]

## Riconoscimenti
- Circle Chart Music Award
  - 2024 – Viaje Global Popularity Award[18]
- Blue Dragon Series Award
  - 2024 – OST Popularity Award "I Wanna Know" (Exchange 3)[19]
- K-World Dream Award
  - 2024 – Global UPICK Choice[20]
- D Award
  - 2025 – Global UPICK Choice - Boy[21]